# イスラエル・ミリタリー・インダストリーズ
イスラエル・ミリタリー・インダストリーズ（英: Israel Military Industries、IMI、イスラエル軍事工業) は、イスラエルを代表する兵器コンツェルンである。
IMIの略称で知られていたが、2016年1月1日より正式社名がIMIシステムズ (IMI Systems)に変更された。以下、略称であるIMI社と表記する。
IMI社は銃器だけでなく様々な兵器を開発してきており、どれもイスラエルという土地柄、バトルプルーフ（実戦実証）されたものが多い。
なお、小火器（銃器）部門は2005年にIMI社の組織替えから独立状態となり、新たに「イスラエル・ウェポン・インダストリーズ（英: Israel Weapon Industries。略称IWI）」の社名で再スタートを切った。
2013年よりイスラエル政府はIMIの売却計画を進めていたが、2018年11月にIMI社は同じイスラエルの民間軍需企業であるエルビット・システムズの子会社となった事が発表された。

## IMI社の歴史と概要、兵器開発の経緯
IMI社は、1933年にユダヤ国防組織「ハガナー」のための武器密造と、その密造（および中東諸国からの圧力）によりイギリス等からの武器援助が望めなくなったことを受け、国外のユダヤ人の助けにより設立された。特にその設立に深く関与し、武器開発用製造機器等を密輸出していたのはチェコ系ユダヤ人であったという。
1948年にイスラエルが建国された後は、兵器の国産化を図るために、様々な国外の兵器をコピーしつつも、それをイスラエルの風土・戦争に合わせて改修してきた。
1940年代後半にはイスラエル発の国産機関銃として「ドロール軽機関銃」の改良、生産を行った。最初のIMI社オリジナルの武器第一号は「76.2mmダヴィドカ迫撃砲」である。
- 1954年 IMI社の名前と高い信頼性を世界に知らしめた「UZI」（短機関銃）が完成。
- 1973年 AK-47をコピーした「ガリル」アサルトライフルがイスラエル国防軍に採用される。
- 1979年 更にIMI社の名声を高めたMBT「メルカバ」戦車がイスラエル軍に納入される。
- 1980年代 イタリアのタンフォリオ社の技術提供を受け「ジェリコ941」ピストルを開発。
- 1982年 マグナムリサーチ社の依頼により、マグナム・オート「デザートイーグル」の基本形を完成させる。
- 1990年 イスラエル政府と民間企業の援助による半官半民の体制となる。
- 1997年 軽機関銃「ネゲヴ」の本格的な生産を開始。
- 1999年 イスラエル国防軍の次期主力アサルトライフル「タボール」が完成。
- 2001年 新世代センサテック（ポリマー、合成樹脂）・フレームを採用した拳銃「バラク」を開発。
- 2002年 国防軍から独立し、ほぼ完全な民間企業となる。
- 2005年 IMI社内の組織替えにより同社小火器部門を分割、民間企業「イスラエル ウェポン インダストリーズ」社として独立させる。以降、IMI社の小火器は全てIWI社に引き継がれ、生産・販売される。
- 2009年 IWI社製銃器全種の大幅な方針転換、及びモデルチェンジを実施。ガリルの改良型「エース」シリーズ、マイクロUZIの改良・派生型「UZI プロ」が発表される。また、タボール系統の中でも特異な位置付けにあったMTAR-21を「X95」として独立させ、ポリマー拳銃バラクは逆にジェリコ・シリーズへ統合し「ジェリコB」に改名した。
- 2013年 イスラエル政府がIMIの国防上で重要な部門を除いて、弾薬製造部門等を民営化することを決定。経営不振で多額の負債を抱えるIMIの従業員の約3分の1に当たる1170人はリストラされる見込み。
- 2016年1月1日 IMIシステムズに社名変更。
- 2018年11月25日 エルビット・システムズの100％子会社となった[2][3]。

この他にも、F-16戦闘機の改修や、フランスの援助によって開発された「エリコ」弾道ミサイル、「B-300 シーポン」対戦車ロケットランチャー等を開発した。なお、F-16、ジェリコ等については同国の軍需企業であるIAI社、ラファエル社等が現在は生産している。
現在のIMI社は、陸戦火器部門、弾薬製造部門等に分けられている。
IMI社の現在の所在地は、テルアビブ市内のラマト・ハシャロンである。IMI社小火器部門の敷地内の一角は、引き続きIWI社として現在も存在する。

## 代表的な製品（小火器）

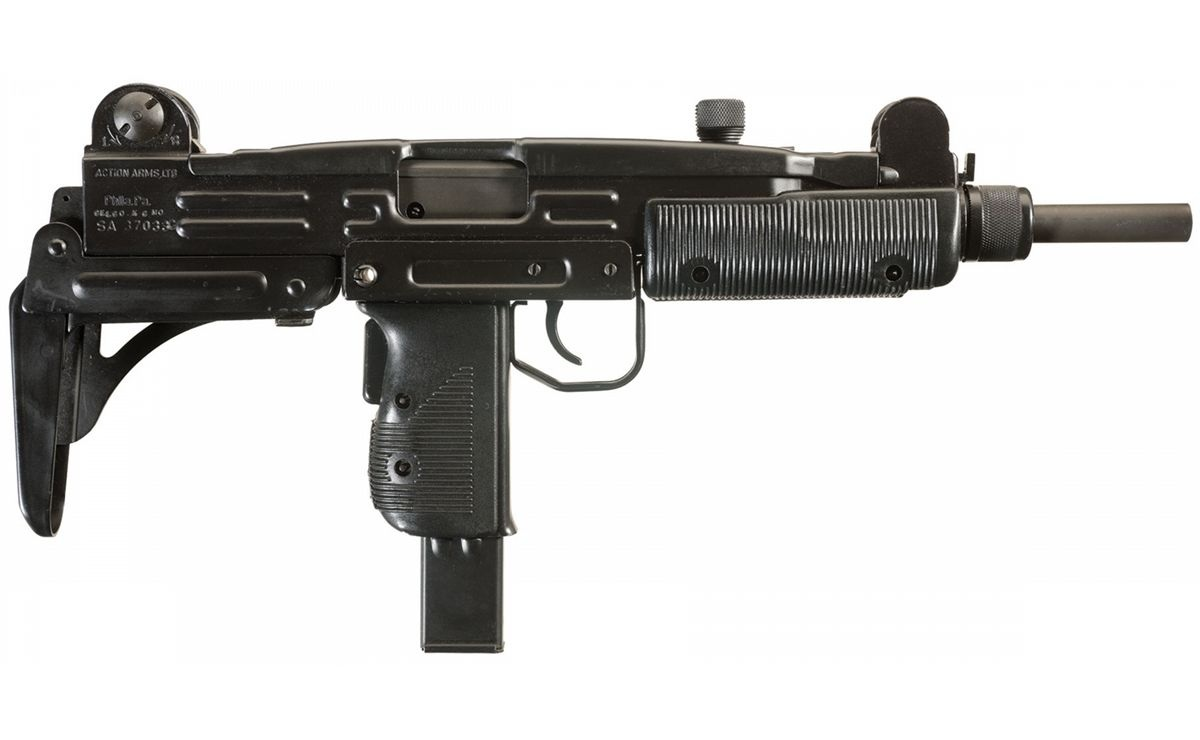
ウージー

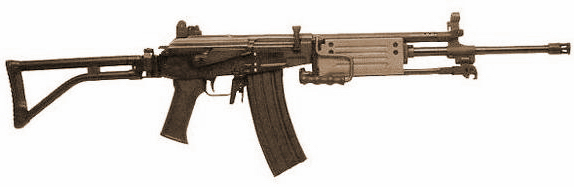
ガリル

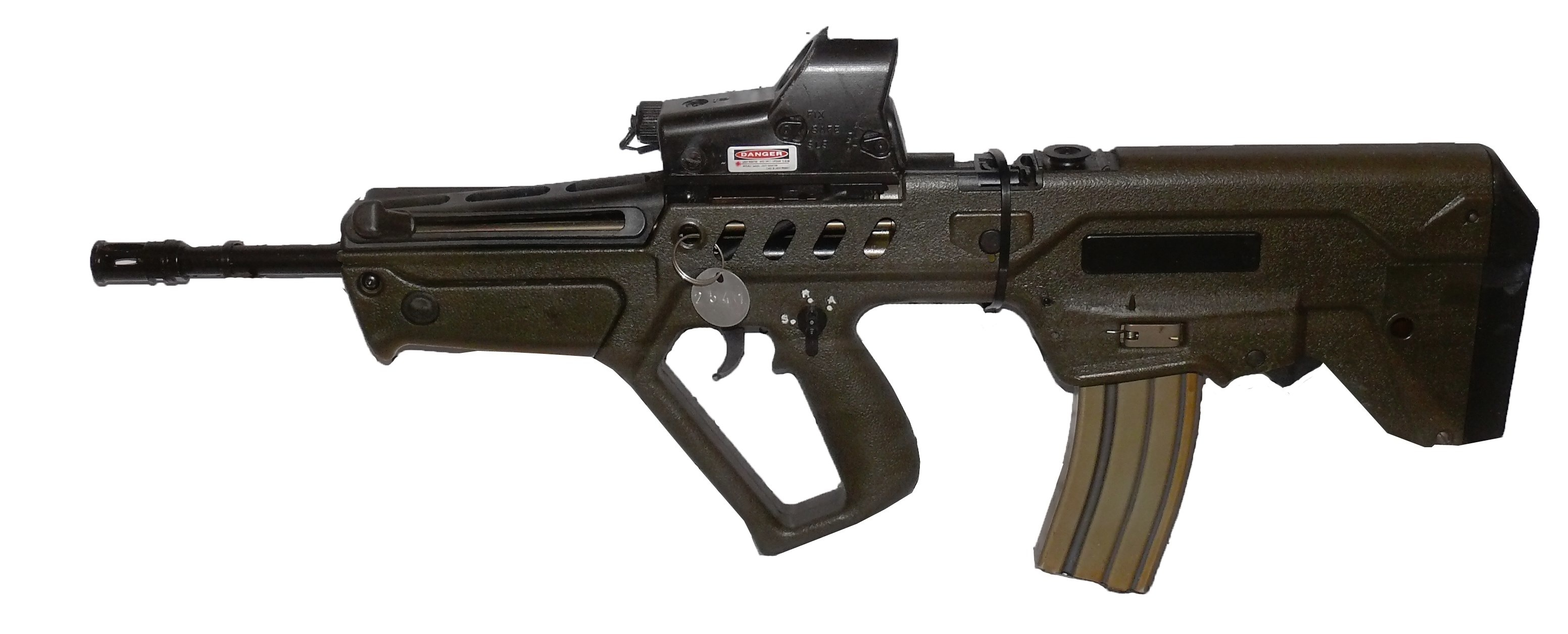
タボール

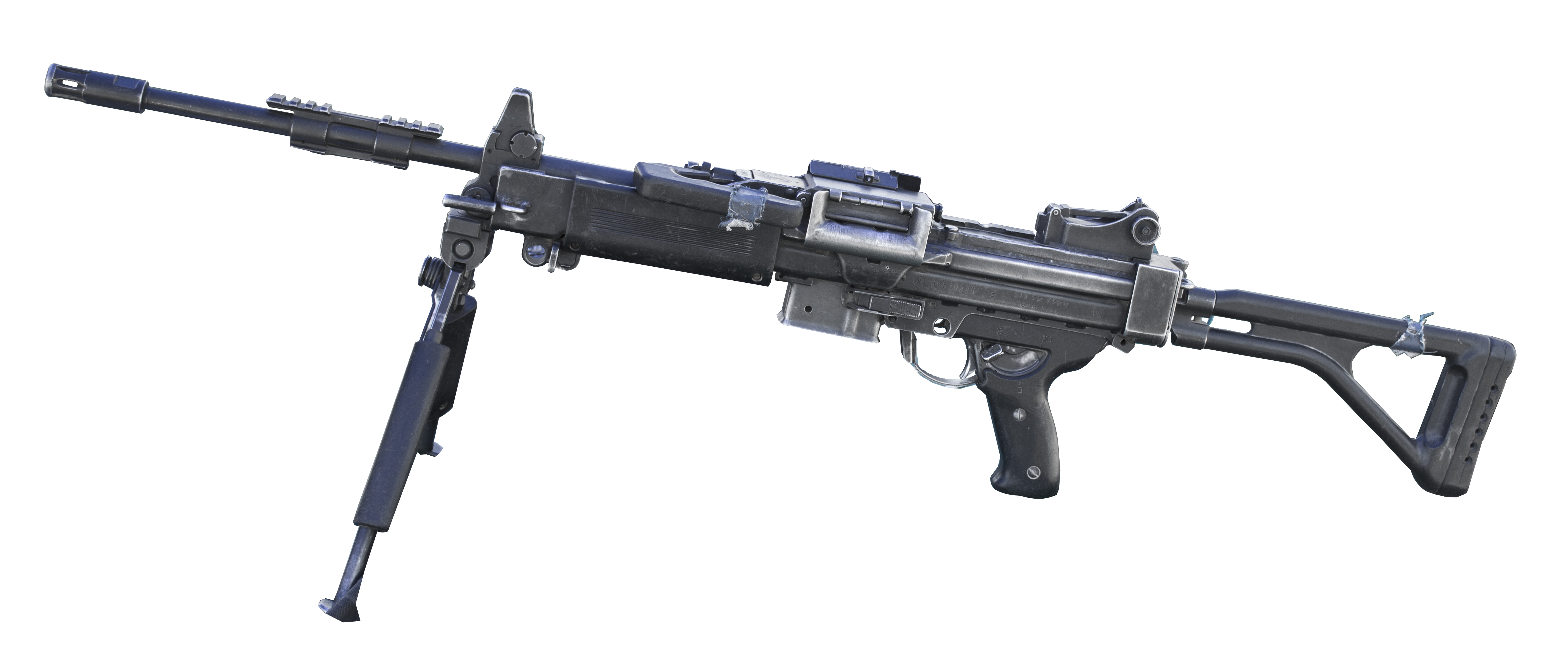
ネゲヴ

以下に、IMI社の代表的な拳銃・サブマシンガン・アサルトライフル・軽機関銃を挙げる。

### 拳銃
- デザートイーグル - マグナム・オートピストルの代表的存在
- ジェリコ941
  - ジェリコ945
  - バラク（写真） - ポリマーフレーム採用の新型ピストル。アメリカでの販売名はSP-21。現在はジェリコ・シリーズへ統合されている。
- ウージーピストル
- メガガン - ジェリコなどの各種拳銃を簡易カービン化するキット。
- コーナーショット

### サブマシンガン
- ステンガン - IMI社設立前に製造
- UZI (ウージー) - グリップ部に弾倉を装着することにより全体のバランスが整っている。折り畳み銃床標準装備。
  - ミニ UZI
  - マイクロ UZI
  - UZI プロ - センサテックを多用したマイクロ・ウージーからの発展モデル。
- ヘジ SM-1 PDW - M1カービンをブルパップ方式に改造出来るコンバージョン・キット。

### アサルトライフル
- ガリル - AK-47の機関部構造を採り入れ、イスラエル国防軍の口径5.56×45mm系列弾薬へ適合するようにしたもの。
  - ガリル・スナイパー - 通称ガラッツ。口径を7.62×51mmへ拡大し、狙撃向けにアレンジしたモデル。
  - ガリル・エース - ガリルを近代戦闘向けに改良したマイナーチェンジ・シリーズ。
  - マガル - マイクロ・ガリルの.30カービン弾モデル。
- タボール - 通称TAR-21。次世代のブルパップ方式アサルトライフル。
  - X95 - タボールの派生型で口径コンバージョン可能なアサルト・カービン/サブマシンガン。旧称MTAR-21（マイクロ・タボール）。
- FAL - ライセンス生産。現在は生産完了品扱いとなっている。

### 狙撃銃
- ガリル・スナイパー - ガリルの口径を7.62×51mmへ拡大し狙撃向けにアレンジしたモデル。
- DAN .338 - ボルトアクション式狙撃銃。イスラエル軍の他、イギリス軍の特殊部隊SASでも採用されている。

### 軽機関銃
- ドロール軽機関銃 - イスラエル建国当時（1940年代後半）にアメリカ製のジョンソンM1941軽機関銃を元に開発された。
- ネゲヴ - 歩兵向けMAG機関銃とミニミ軽機関銃を置き換えた。

## 代表的な製品（その他の兵器）

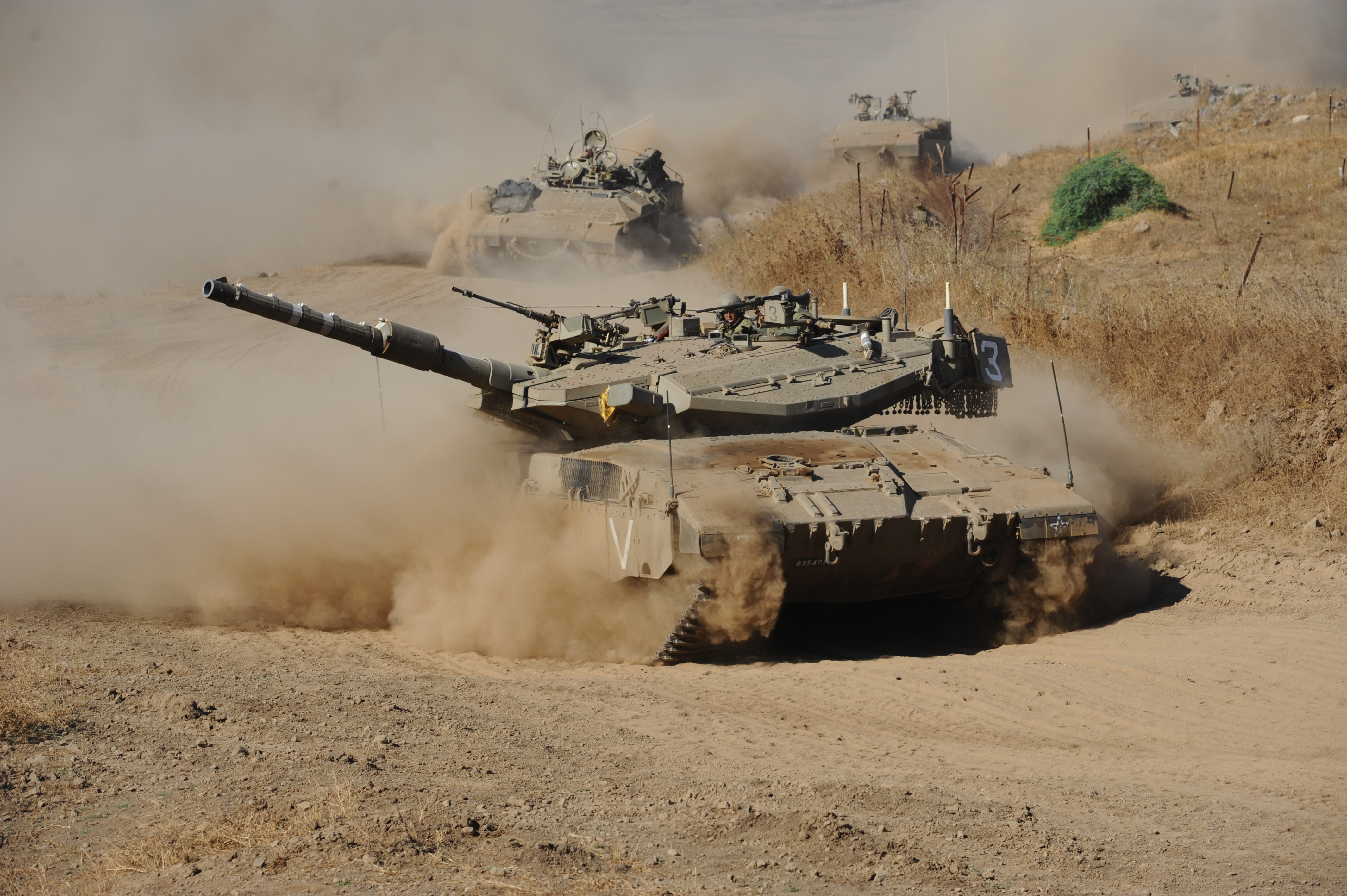
メルカバ Mk.3

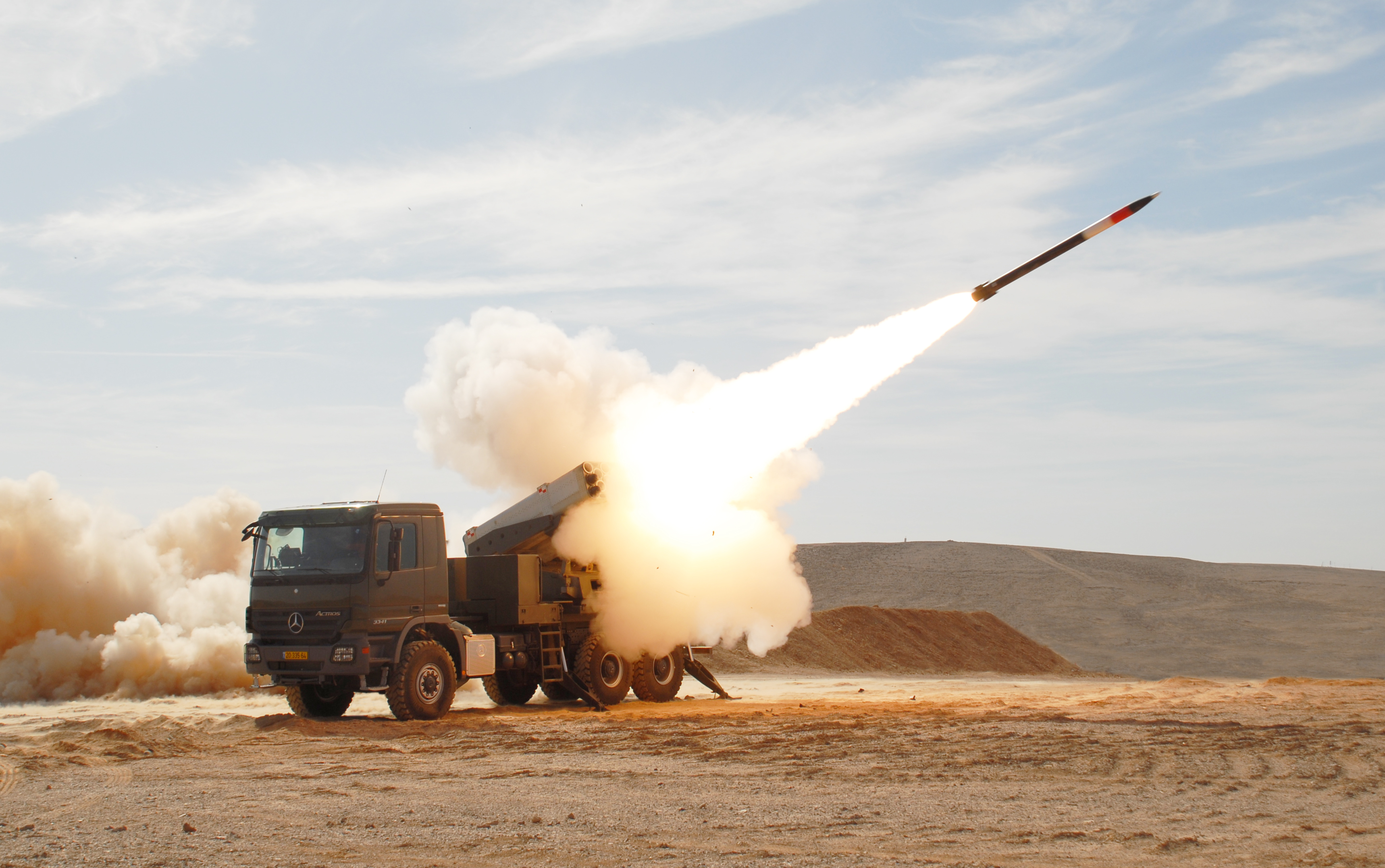
ACCULAR-160を発射するリンクス装輪式自走ロケットランチャー

- メルカバ - イスラエル初の国産主力戦車。 
  - IMI 120mm戦車砲 M251/M253 - ラインメタル 120mm L44のライセンス生産品。メルカバMK.3/Mk.4の主砲として使用されている。
  - ショレフ 155mm自走榴弾砲 - メルカバをベースに開発された自走榴弾砲。試作のみ。
  - ナメル - メルカバをベースに開発された装甲兵員輸送車。
- サブラ - マガフを改修した輸出用主力戦車。
- MAR-240 - 240mm自走多連装ロケット砲 - 鹵獲したソ連製BM-24をベースにした発展改良型。
- MAR-290 - 290mm自走多連装ロケット砲。
- リンクス - 大型トラックの荷台部分に多連装ロケット発射器を搭載する装輪式自走ロケットランチャーシステム。以下のロケット砲システムを搭載可能。
  - GRADLAR - 122mm多連装地対地ロケット砲システム。旧ソ連製BM-21 "GRAD"を近代化改修するパッケージ。
  - LAR-160 - 160mm多連装地対地ロケット砲システム。
  - ACCULAR - ロケット弾の弾道制御/精密誘導システム。LAR-160のロケット弾に適用した"ACCULAR-160"、GRADLARのロケット弾に適用した"ACCULAR-122"がある。ACCULAR-160はイスラエル軍で採用され"כידון קסום" (Enchanted Javelin、魔法の投げ槍)の愛称が付けられている。
  - EXTRA - 306mm精密誘導地対地ロケット弾。射程150km。
  - プレデターホーク - 370mm精密誘導地対地ロケット弾。射程300km。
- TALD - 空中発射式デコイ。TALDはTactical Air-Launched Decoyの略。ターボジェットエンジン搭載の改良型はITALD (Improved TALD)の名称が付けられている。アメリカ軍ではADM-141として採用された。
- MSOV - 長射程の滑空誘導爆弾。MSOVはModular Stand-Off Vehicleの略。弾体形状はITALDとほぼ同じで、機能的には米国レイセオン製のAGM-154 JSOWに類似する。
- デリラ（英語版） - 航空機搭載型巡航ミサイル/徘徊型兵器。艦載用のデリラ-SR、ヘリコプター搭載用のデリラ-HRも開発されている。
- MAPATS（英語版） - 対戦車ミサイル。アメリカ製のBGM-71 TOWの後継機種に相当。誘導方式がTOWの有線式からレーザー誘導に改良されている。
- B-300 シーポン（英語版） - 携帯式対戦車ロケットランチャー。アメリカ軍ではSMAWとして採用された。
- ブレイザー ERA - 車両用爆発反応装甲。国防軍兵器開発部門(ラファエル)との共同開発。
- アイアンフィスト - 車両用アクティブ防護システム。
- タクティカルペン